# Liz Trussová
Mary Elizabeth Trussová (nepřechýleně: Truss, * 26. července 1975 Burnley) je britská politička, od září do října 2022 premiérka Spojeného království v čele většinového kabinetu a vůdkyně Konzervativní strany, jakožto třetí žena v těchto úřadech po Margaret Thatcherové a Therese Mayové. Rezignaci na obě funkce oznámila 20. října. Její vláda ukončila činnost pět dní poté, čímž se 49denní premiérství stalo nejkratším v britské historii. V letech 2019–2022 zastávala úřad ministryně pro ženy a rovné příležitosti a mezi roky 2021–2022 také ministryně zahraničních věcí ve vládě Borise Johnsona. Jako členka konzervativců působila také ve vládních funkcích premiérů Davida Camerona a Theresy Mayové.

## Politická kariéra
Po rezignaci Davida Camerona byla v červenci 2016 jmenována ministryní spravedlnosti a lordem kancléřem, čímž se stala první ženou v tisícileté historii tohoto úřadu (vyjma Eleonory Provensálské z roku 1253). Po parlamentních volbách 2017 byla jmenována hlavní tajemnicí ministerstva financí. Po odstoupení premiérky Mayové v roce 2019 podpořila kandidaturu Borise Johnsona na post předsedy Konzervativní strany, který ji po uvedení do premiérského křesla jmenoval státní tajemnicí pro mezinárodní obchod a předsedkyní Rady pro obchod. Podporovala vývoz britských zbraní do Saúdské Arábie a ignorovala výrok britského soudu, který se snažil vývozu zbraní zabránit z důvodu páchání válečných zločinů během Saúdy vedené vojenské intervence v Jemenu.
V roce 2021 se stala ministryní zahraničí, když nahradila Dominica Raaba. Dne 19. prosince 2021 se stala hlavní vyjednavačkou britské vlády s Evropskou unií a předsedkyní britské Rady partnerství EU a Spojeného království, kde vystřídala lorda Frosta. V listopadu 2021 vyzvala k příměří ve válce Tigraji mezi etiopskými povstaleckými skupinami a etiopskou vládou vedenou Abiy Ahmedem s tím, že „neexistuje žádné vojenské řešení a jsou zapotřebí jednání, aby se zabránilo krveprolití a nastolil trvalý mír“. V únoru 2022 varovala Čínu, aby respektovala britskou suverenitu nad Falklandy poté, co Čína podpořila nárok Argentiny na Falklandské ostrovy. Saúdskou Arábii označila za „spojence“. Uvedla, že Británie a Turecko jsou „klíčovými evropskými spojenci“ v NATO a vyzvala k prohloubení britsko-turecké spolupráce v oblasti „energie, obrany a bezpečnosti“. Prohlásila, že bude nadále podporovat Kypr v jeho úsilí „najít mírové a trvalé řešení“ kyperského konfliktu mezi řeckými Kypřany a Tureckem podporovanými severokyperskými separatisty. Politiku Číny vůči etnické menšině Ujgurů označila za genocidu.

### Premiérka Spojeného království
Koncem roku 2021 se o ní začalo hovořit jako o možné nástupkyni premiéra Borise Johnsona. Po jeho rezignaci se rozhodla utkat o post vůdce vládní Konzervativní strany, dle tradice znamenající také premiérský úřad. V zářijových vnitrostranických volbách 2022 porazila Rishiho Sunaka poměrem 81,33 ku 60,40 tisíce hlasů a stala se vůdkyní konzervativců a britskou premiérkou. Ekonomický plán, navržený 23. září a označovaný jako „minirozpočet“, způsobil chaos na finanční trzích, oslabení britské libry a nutnost intervence centrální banky. Kabinet Trussové od něj posléze ustoupil. Dne 14. října nahradila ministra financí Kwasiho Kwartenga za Jeremy Hunta.
V premiérském úřadu vykonala dvě zahraniční cesty. První z nich během září 2022 do New Yorku na pravidelné 77. zasedání Valného shromáždění OSN a druhou na počátku října do Prahy, která hostila úvodní setkání Evropského politického společenství.

#### Rezignace
Během tradiční středeční polední interpelace 19. října vůdce opozice Keir Starmer naznačil, že Trussová nevydrží v úřadu dlouho, což odmítla s tím, že je bojovnice a nevzdá se. V odpoledních hodinách rezignovala ministryně vnitra Suella Bravermanová kvůli odeslání pracovního emailu s neveřejnými informacemi z osobní adresy a během večerního hlasování o zákonu zakazujícím pozastavené frakování, které bylo prezentováno jako hlasování o důvěře vládě, nastal zmatek a mělo dojít k velmi důraznému přesvědčování k hlasování s vládou. Trussová na post vůdkyně Konzervativní strany rezignovala 20. října 2022, tedy po 45 dnech ve funkci.